# Conger orbignianus
Conger orbignianus är en fiskart som beskrevs av Valenciennes, 1837. Conger orbignianus ingår i släktet Conger och familjen havsålar. Inga underarter finns listade i Catalogue of Life.